# 清滝村 (宮城県)
清滝村（きよたきむら）は、昭和29年（1954年）まで宮城県栗原郡南部にあった村。現在の大崎市古川清滝・古川清水沢・古川雨生沢・古川北宮沢および栗原市の一部にあたる。

## 沿革
- 明治8年（1875年）10月17日 - 水沢県による村落統合にともない、雨生沢村と北宮沢村が合併して山田村が、荻生田村と西村が合併して小山田村が、それぞれ成立。清水沢村を清滝村に編入。
- 明治22年（1889年）4月1日 - 町村制施行にともない、清滝村・山田村・小山田村の計3か村が合併して新制の清滝村が発足。
- 昭和29年（1954年）10月1日 - 志田郡高倉村と共に古川市へ編入。

## 行政
- 歴代村長

| 代 | 氏名         | 就任                       | 退任                       | 備考 |
| -- | ------------ | -------------------------- | -------------------------- | ---- |
| 1  | 加藤円治     | 明治22年（1889年）4月28日  | 明治28年（1895年）4月28日  |      |
| 2  | 千葉清助     | 明治28年（1895年）11月21日 | 明治30年（1897年）12月29日 |      |
| 3  | 豊島運之丞   | 明治31年（1898年）2月25日  | 明治34年（1901年）4月2日   |      |
| 4  | 松前広致     | 明治34年（1901年）5月20日  | 明治35年（1902年）12月17日 |      |
| 5  | 氏川運之助   | 明治36年（1903年）2月4日   | 明治40年（1907年）2月3日   |      |
| 6  | 諏訪元智     | 明治40年（1907年）3月29日  | 明治44年（1911年）2月28日  |      |
| 7  | 氏川運之助   | 明治44年（1911年）7月4日   | 大正4年（1915年）7月3日    | 再任 |
| 8  | 佐藤常六     | 大正4年（1915年）8月26日   | 大正8年（1919年）8月25日   |      |
| 9  | 落合卯兵衛   | 大正9年（1920年）1月22日   | 昭和3年（1928年）5月6日    |      |
| 10 | 佐々木幸吉   | 昭和3年（1928年）12月26日  | 昭和7年（1932年）12月25日  |      |
| 11 | 佐々木福治郎 | 昭和8年（1933年）1月11日   | 昭和18年（1943年）7月2日   |      |
| 12 | 島田幸之丞   | 昭和18年（1943年）8月27日  | 昭和21年（1946年）11月23日 |      |
| 13 | 今野虎之丞   | 昭和22年（1947年）5月21日  | 昭和29年（1954年）9月30日  |      |